# 오해정
오해정은 대한민국의 MBC 보도국 기자이다.

## 경력
- 2006년 : MBC 보도국 기자 입사
- 사회부 기자
- 경찰팀 기자
- 보건복지부 기자
- 정치부 기자

## 진행
- MBC 뉴스투데이 앵커 진행 : 2009년 5월 9일 ~ 2010년 6월 5일